# Santa Rosa de Copán
Santa Rosa de Copán is de hoofdplaats van het departement Copán in Honduras. Het is de grootste en belangrijkste plaats in het westen van het land. De bijnaam van de plaats is Sultana del Occidente ("Sultan van het Westen")

## Ligging
Santa Rosa de Copán ligt aan de rivier Higuito, op een hoogvlakte die in oost-westrichting georiënteerd is. De hoogvlakte wordt omgeven door de bergketen Sierra del Merendón. De bergen zijn begroeid met pijnbomen. Vanwege de hoogte is het klimaat er relatief koel. De temperatuur varieert van 25–29°C in de zomer (maart–juni) tot 13–15°C in de winter (december–februari).
De plaats ligt aan belangrijke wegen die vanaf San Pedro Sula naar Guatemala en El Salvador voeren. Verder is er een weg naar Gracias en La Esperanza.

## Geschiedenis
Het land waar nu Santa Rosa de Copán ligt, werd in 1725 gekocht door Don Juan García de la Candelaria van de Spaanse kroon. In de 18e eeuw werd daar een dorp gesticht onder de naam Los Llanos ("De vlakte"). In het begin woonden er maar 4 tot 6 families, erfgenamen van García de la Candelaria. In die tijd was vooral de tabaksteelt belangrijk. Omdat de families arbeidskrachten nodig hadden, vestigden zich steeds meer mensen in het gebied. In 1791 bezocht bisschop Fernando de Cadiñanos de plaats en gaf opdracht om een kerk te bouwen.
In 1792 werd het land verkocht aan Don Martiniano García. Hij bouwde zijn huis waar nu het centrale plein is, en zijn veekralen waar nu de kathedraal is.
In 1812 werd de naam van het dorp veranderd in Los Llanos de Santa Rosa en in 1869 in Santa Rosa de Copán. Van 1862 tot 1863 vestigde generaal José María Medina tijdelijk de regering van Honduras in deze plaats.
Op 21 november 1877 vond er een aardbeving plaats die schade toebracht aan het dorp en aan de kathedraal. De telegraafverbinding met Santa Bárbara kwam tot stand in 1878. In 1879 werd de Universidad Nacional de Occidente ("Nationale Universiteit van het Westen") gesticht. Vanaf 1930 is er elektriciteit en vanaf 1932 waterleiding. In 1952 kwam de weg naar San Pedro Sula gereed.

## Moderne tijd
De belangrijkste bron van inkomsten zijn de diensten en met name het toerisme. Vanwege de ligging aan belangrijke wegen is ook de handel en het vervoer belangrijk. Veel inwoners van het westen van Honduras moeten naar Santa Rosa om daar administratieve handelingen te verrichten.
Toeristen bezoeken het historische centrum met zijn keienstraten en koloniale huizen. Sommige van deze huizen hebben een tuin in een binnenplaats. In het centrum vinden culturele manifestaties plaats en kan men traditionele gerechten proberen. De regering heeft het centrum tot Historisch Monument verklaard. Het is verboden om in het centrum gebouwen neer te zetten die in moderne stijl zijn opgetrokken of die hoger zijn dan 3 verdiepingen.
Andere bezienswaardigheden zijn de tabaksfabriek waar het sigarenmerk Flor de Copán geproduceerd wordt en de koffiefabriek Beneficio Maya. In de omgeving van Santa Rosa kan men aan bergwandelen, paardrijden en mountainbiken doen. Iets verderop is de Mayastad Copán een belangrijke trekpleister .
In plaats van tabak wordt in de gemeente Santa Rosa nu vooral koffie verbouwd.

## Bevolking
De bevolking is als volgt verdeeld:
| Vrouwen | 34.740 | 53,3% |
| Mannen  | 30.493 | 46,7% |

## Dorpen
De gemeente bestaat uit 19 dorpen (aldea), waarvan de grootste qua inwoneraantal: Santa Rosa de Copán (code 040101) en Quezailica (040120).

## Voorzieningen
In Santa Rosa de Copán zijn de volgende onderwijsinstellingen:
- 14 kleuterscholen (10 urbaan, 4 ruraal)
- 34 basisscholen (10 urbaan, 24 ruraal)
- 4 middelbare scholen
- 2 scholen voor beroepsopleiding
- 3 universiteiten: Universidad Nacional Autónoma de Honduras, Universidad Católica, Universidad Pedagógica Francisco Morazán

Verder zijn er diverse centra voor sport en cultuur.
In Santa Rosa is het Hospital del Occidente ("Ziekenhuis van het Westen") gevestigd. Ook zijn er 2 privé-ziekenhuizen.
Santa Rosa de Copán heeft 3 plaatselijke radiostations. Verder kan men er de landelijke tv ontvangen.